# La importància de ser Oscar Wilde
La importància de ser Oscar Wilde (originalment en anglès, The Happy Prince) és una pel·lícula dramàtica biogràfica del 2018 sobre Oscar Wilde, escrita i dirigida per Rupert Everett en el seu debut com a director. La pel·lícula està protagonitzada pel mateix Everett, Colin Firth, Colin Morgan, Emily Watson, Edwin Thomas i Tom Wilkinson. Es va estrenar al Festival de Cinema de Sundance del 2018 i es va mostrar al Festival de Cinema LGBTIQ+ de Londres del 2018. Als IX Premis Magritte va rebre una nominació a la categoria de millor pel·lícula estrangera. S'ha doblat i subtitulat al català.
El títol original de la pel·lícula fa al·lusió al conte infantil d'Oscar Wilde, El Príncep Feliç i altres contes, que Wilde llegiria en veu alta als seus fills. La pel·lícula es va estrenar a Itàlia el 12 d'abril de 2018, al Regne Unit el 15 de juny de 2018 i als Estats Units el 10 d'octubre de 2018 amb valoracions positives de la crítica.

## Sinopsi
Oscar Wilde s'està morint i en el seu llit de mort a París es disposa a recordar diversos passatges de la seva vida.

## Repartiment
- Rupert Everett com a Oscar Wilde[9]
- Colin Firth[9] com a Reggie Turner
- Colin Morgan com a Lord Alfred "Bosie" Douglas[10]
- Emily Watson com a Constance Lloyd[9]
- Tom Wilkinson[9] com a Fr Dunne
- Anna Chancellor com la senyora Arbuthnot
- Edwin Thomas[9] com a Robbie Ross
- Béatrice Dalle[9] com a gerent del cafè
- Julian Wadham com el senyor Arbuthnot
- John Standing[9] com el Dr Tucker
- André Penvern[10] com el senyor Dupoirier
- Tom Colley[10] com Maurice Gilbert
- Stephen M. Gilbert[10] com a Paine
- Alister Cameron[10] com el senyor Howard
- Benjamin Voisin[10] com a Jean